# لويس فورد
لويس فورد (بالإنجليزية: Louis Ford)‏ (18 مايو 1914 بكارديف في المملكة المتحدة - ) هو لاعب كرة قدم ويلزي في مركز الدفاع.